# Evolution 2: Far Off Promise
Evolution 2: Far Off Promise (神機世界エヴォリューション2 遠い約束, Shinkisekai Evoryūshon 2 Tōi Yakusoku) est un jeu vidéo de rôle pour la Dreamcast. C'est la suite d'Evolution: The World of Sacred Device. Il a été développé par Sting et édité par Ubi Soft en Amérique du Nord. Au Japon, il a été édité par ESP, tandis qu'à Taïwan, une version Windows a été éditée par Dysin Interactive Corp. Evolution 2: Far Off Promise est également sorti sur le marché européen en 2001 comme l'un des derniers jeux Dreamcast européens.
Comme le premier jeu Evolution, Evolution 2 est un roguelike. Contrairement au premier, Evolution 2 a des cartes de donjon aléatoires et prédéterminées.
Ce jeu et Evolution: The World of the Sacred Device ont subi un remake pour intégrer le jeu Evolution Worlds sur la GameCube.

## Trame
Dans la continuité d'Evolution: The World of Sacred Device, Mag Launcher s'aventure vers le centre du continent via le chemin de fer nouvellement construit. Avec un nouvel ensemble de ruines à explorer, Mag a la possibilité de devenir le plus grand aventurier du monde, mais une nouvelle présence menace de détruire sa relation avec Linear.

## Accueil
Le jeu a reçu des critiques "mitigées" selon l'agrégateur de notes GameRankings. Jeff Lundrigan de Next Generation estime qu'il s'agit d'une "expérience à savourer et à apprécier". Au Japon, Famitsu lui a attribué une note de 29 sur 40. 